# Ouchakovo
Ouchakovo (en russe : Ушаково ; en allemand : Brandenburg ; lituanien : Pokarviai) est un village de l'oblast de Kaliningrad, en Russie, faisant partie du raïon de Gourievsk.

## Géographie
Ouchakovo se trouve dans la région historique de Prusse, sur la route reliant Kaliningrad à Mamonovo. Le village est situé au bord de la lagune de la Vistule, à l’embouchure de la rivière Prokhladnaïa (Прохладная, anciennement Frisching). Ses habitants vivent de pêche et de la coopérative agricole, ainsi que d’une petite auberge-station service sur la route.

## Histoire

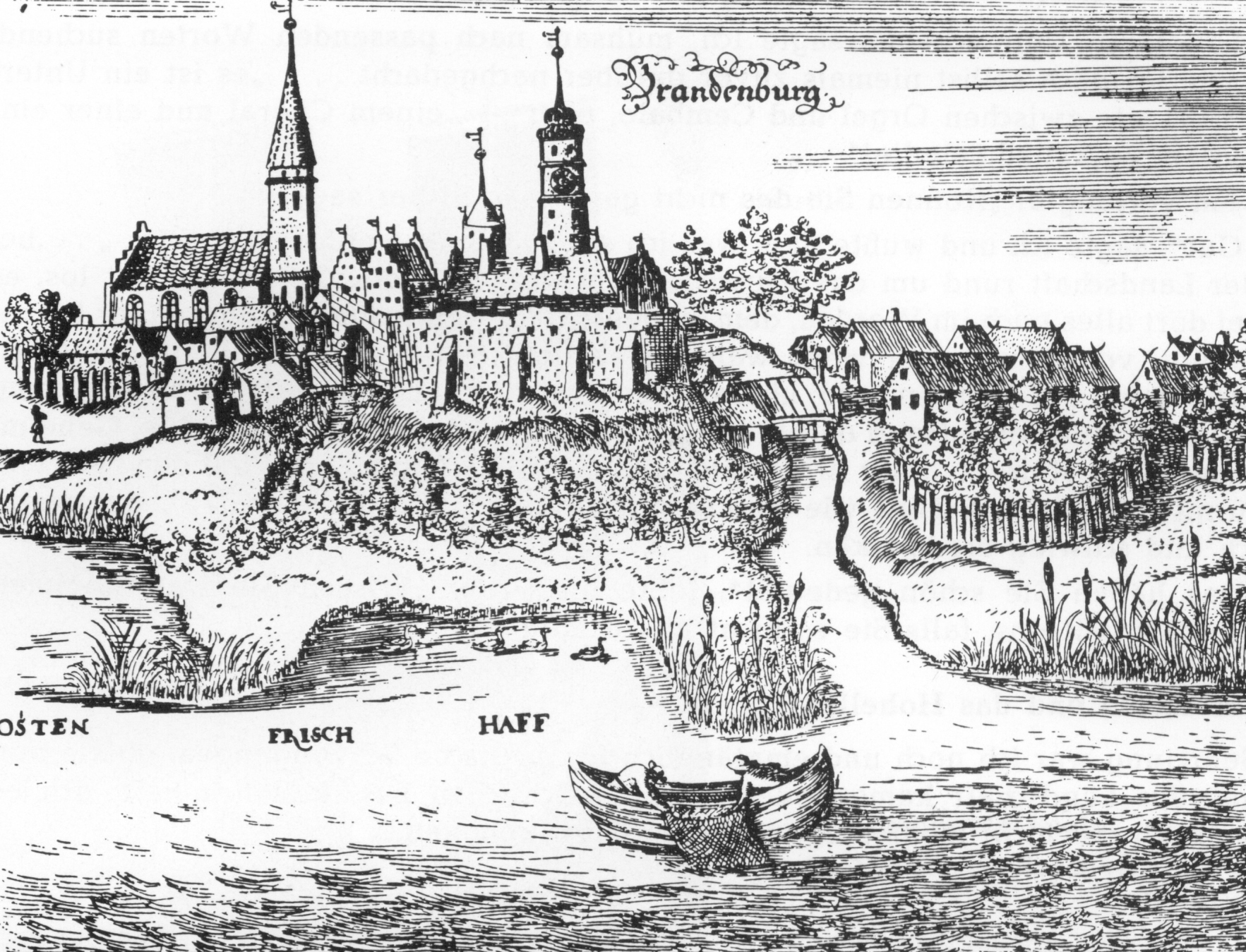
Vue du village et du château au XVIIe siècle

C’est en 1266 qu’est construit le château de Brandenburg par les chevaliers de l'ordre Teutonique, afin de surveiller le trafic des bateaux vers Königsberg. Il tient son nom du margrave Othon III de Brandebourg qui en est le fondateur. Il est reconstruit en pierres et en briques entre 1275 et 1290. Le château de Brandeburg est donc une commanderie de l’État teutonique de 1266 à 1499. 
Après la sécularisation de l’ordre et la fondation du duché de Prusse, le château sert à partir de 1525 à l’administration locale, jusqu’en 1752. Un petit port est construit en 1729. L’ancien bâtiment capitulaire (Konventhaus) du château est détruit en 1776 et, entre 1800 et 1826, ses pierres sont utilisées pour la restauration de la forteresse teutonique de Marienbourg. Le village appartenait jusqu’en mars 1945 à l’arrondissement d'Heiligenbeil du district de Königsberg. Les terres agricoles du domaine de Brandenburg (Domäne Brandenburg), qui comprenait une fromagerie et se trouvait à l’orée du village, comptaient 291 habitants après la guerre de 1914-1918. 
La région fut le théâtre de combats extrêmement violents à partir de janvier 1945 avec le terrible encerclement d’Heiligenbeil et la plupart des villes et villages de cette zone furent détruits. Seulement une partie du château fut touchée par les destructions. L’aile sud du château fut utilisée comme logement juste après la guerre par de nouveaux arrivants, réfugiés soviétiques venus de zones sinistrées par la guerre, après que la province de Prusse-Orientale fut vidée de ses habitants. 

## Patrimoine

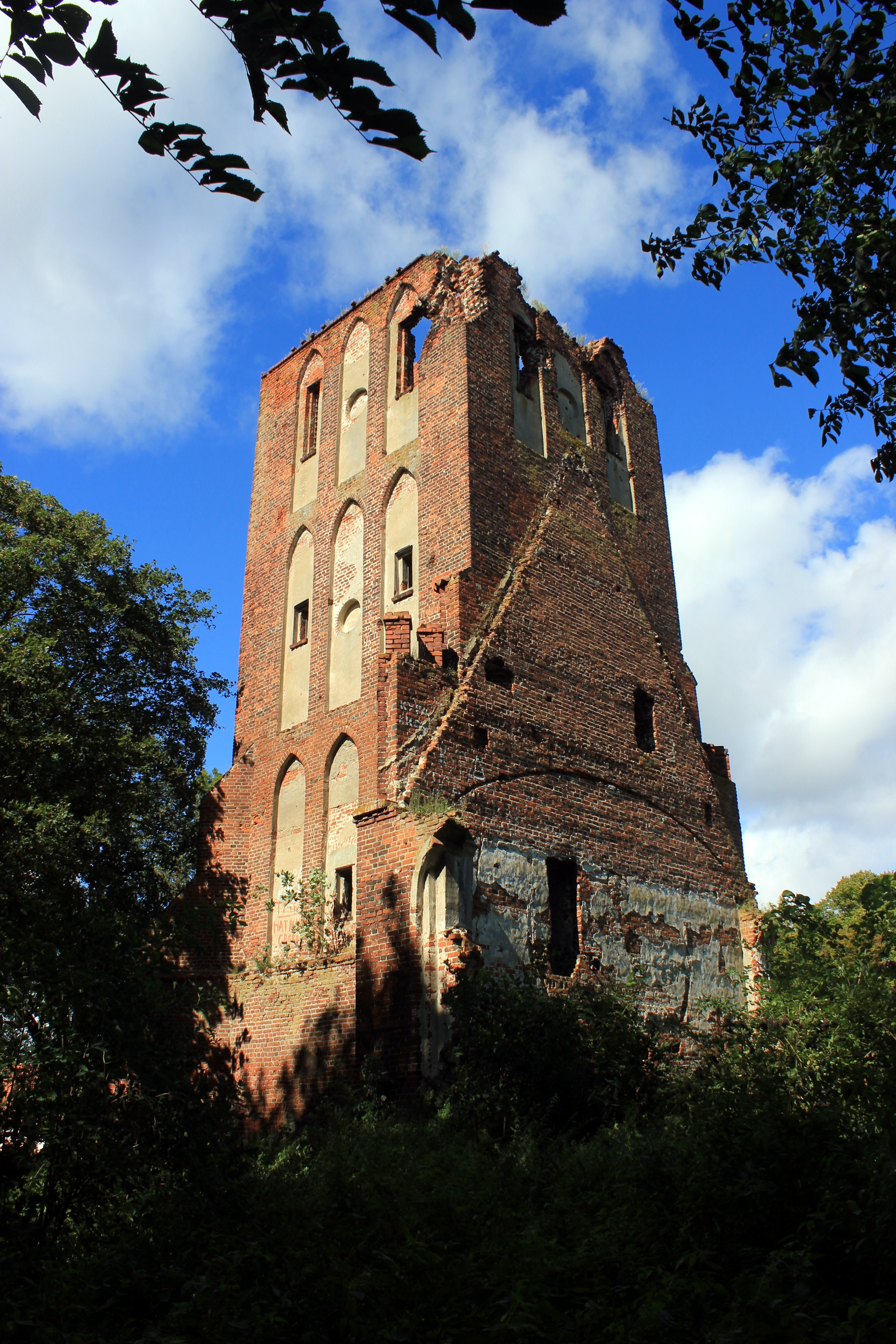
Ruines de l'église.

Il reste aujourd’hui les ruines du château et la tour (datant de 1648) de l’église construite au XIVe siècle, l’église elle-même ayant été utilisée comme carrière de pierres et de briques par les habitants. C’est ici que fut enterré vers 1380 le commandeur de Brandenburg, Günther von Hohenstein.

## Démographie
- 1885 : 1 387 habitants
- 1933 : 1 602 habitants
- 1939 : 1 595 habitants

Recensements et estimations de la population,:
| 2002* | 2010* | 2011 |
| ----- | ----- | ---- |
| 864   | 812   | 812  |